# Youyang

Lage des Kreises Youyang im Gebiet Chongqings

Der Autonome Kreis Youyang der Tujia und Miao (chinesisch 酉阳土家族苗族自治县, Pinyin Yǒuyáng Tǔjiāzú Miáozú zìzhìxiàn), kurz: Kreis Youyang (酉阳县), ist ein autonomer Kreis der Tujia und Miao der regierungsunmittelbaren Stadt Chongqing in der Volksrepublik China. Er hat eine Fläche von 5.173 km². Bei Volkszählungen in den Jahren 2000 und 2010 wurden in Youyang 594.287 bzw. 578.058 Einwohner gezählt.
Der im Kreisgebiet gelegene ehemalige Wohnsitz von Zhao Shiyan (赵世炎故居 Zhao Shiyan guju) steht seit 2001 auf der Liste der Denkmäler der Volksrepublik China (5-507).